# جورج ويرجمان هيمنج
جورج ويرجمان هيمنج (1821–1905) مراسل ومحامي إنجليزي وقانوني.

## حياته
ولد في أغسطس، كان الابن الثاني لهنري كين هيمنج، جرايز، إسيكس، من زوجته صوفيا، ابنة غابرييل ويرجمان من لندن. درس في مدرسة قواعد كلافام، ودرس في سانت جونز كامبريدج، كان خريج عام 1844 رانجلر وجائزة سميث الاول وتم انتخابه للزمالة. 
عام 1844 دخل جورج في جمعية لنكولن، ولكن لم يتم استدعاؤه إلى نقابة المحاميين حتى 3 مايو 1850 . بعد ذلك واصل بالدراسات الرياضية. بدأ عمله كمراسل للمحاكم في عام 1859استمر دون انقطاع حتى عام 1894. من عام 1871 إلى عام 1875، عندما أصبح مستشار الملكة ، كان مستشار مبتدئ للخزينة العامة، وكانت نقطة الانطلاق للمنصة من 1875 إلى 1879 كان مستشارًا قانونيًا لجامعته، وتم تعيينه مفوضًا بموجب قانون الجامعات لعام بصفته Q.C. تدرب قبل نائب المستشار جيمس بيكون جنوب كينسينغتون، وفي عام 1887 تم تعيينه حكمًا رسميًا انتخب كبديل عام 1876، وعمل في عام 1897 أمينًا لصندوق لنكولن إن. 
توفي هيمنغ في 2 إيرلز كورت سكوير، جنوب كنسينغتون، في 6 يناير 1905، ودُفن في كنيسة هامبستيد القديمة.

## أعماله
كتب هيمنج رسالة أولية عن التفاضل والتكامل (كامبردج، 1848 ؛ التحرير الثاني. 1852)، علم المثلثات المستوي (1851)؛ والبلياردو المعاملة رياضياً (1899 ؛ التحرير الثاني. 1904). نشر تقارير عن قضايا تم الفصل فيها في محكمة العدل العليا، هيمنغ رسالة أولية عن التفاضل والتكامل (كامبردج، 1848 ؛ التحرير الثاني. 1852) الكتاب الأول في علم المثلثات المستوي (1851)؛ والبلياردو المعاملة رياضيا (1899 ؛ التحرير الثاني. 1904). نشر تقارير عن قضايا تم الفصل فيها في محكمة العدل العليا، قبل السير ويليام بيج وود لعام 1859-1862 (مجلدان. 1861-183، مع هنري روبرت فوجان جونسون)؛ ولأعوام 1862-1865 (مجلدان. 1864–185، مع ألكسندر إدوارد ميلر) عند إنشاء مجلس إعداد التقارير في مجلس القانون، عمل همينغ كمحرر لقضايا الإنصاف والاستئناف القضائي، ثم اندمج لاحقًا في سلسلة قسم الشؤون القانونية في تقارير القانون. كان مساهمًا منتظمًا في مجلة صحيفة السبت التي تمت إعادة طبع كتيب حول دمج القانون والمساواة فيها عام 1873.

## عائلته
تزوج هيمنغ من ابنة عمه الثانية لويزا آني في عام 1855، ابنة صموئيل هيمينغ من ميريود هال بريستول، وأنجب منها أربعة أبناء وأربع بنات. كان الابن الأكبر، هاري بيرد (مواليد 1856)، مراسلًا قانونيًا لمجلس اللوردات. ابنة، فاني هنريتا (1863-1886)، معروضة في الأكاديمية الملكية.